# Triệu Mẫn
Triệu Mẫn (chữ Hán: 赵敏; phiên âm: zhào mĭn) là nhân vật nữ chính trong tiểu thuyết của Kim Dung, người Mông Cổ, con gái của Nhữ Dương Vương Sát Hãn Đặc Mục Nhĩ thời nhà Nguyên, em gái của Koko Temur (hay còn gọi là Vương Bảo Bảo). Triệu Mẫn là một cô gái thông minh, cơ trí, giỏi bày mưu tính kế. Tính cách này giúp nàng thực hiện được nhiều ý đồ như khuất phục Lục đại môn phái đang chống phá người Mông Cổ, thống nhất Trung Nguyên và giới giang hồ…
Tuy nhiên sau khi gặp và phải lòng Trương Vô Kỵ, Triệu Mẫn từ bỏ thân phận, bị cha xua đuổi, đất nước từ chối. Ngay cả Vô Kỵ cũng không chấp nhận những điều nàng làm trước đây. Tuy thế, nàng không hối hận mà vẫn luôn yêu hết lòng và giúp đỡ Vô Kỵ mọi lúc, mọi nơi. Cuối cùng tình yêu của nàng cũng được đền đáp, nàng cùng Trương Vô Kỵ quy ẩn giang hồ, sống bên nhau trọn đời.
Trong tiểu thuyết Kim Dung, khi kết thúc bộ Ỷ Thiên Đồ Long Ký thì cô khoảng 20 tuổi.

## Tóm tắt
Trong bản in lần thứ nhất của Ỷ thiên đồ long ký, Triệu Mẫn có tên là Triệu Minh (Zhao Ming), tên thật là Minh Minh Đặc Mục Nhĩ (Mingming Temür), phong hiệu là Triệu Minh quận chúa. Trong bản in lần thứ hai, Triệu Minh đổi tên là Triệu Mẫn (Zhao Min), tên thật là Mẫn Mẫn Đặc Mục Nhĩ (Minmin Temür), phong hiệu là Triệu Mẫn quận chúa. Triệu Minh hay Triệu Mẫn đều là tên Hán do cô tự đặt cho mình.
Kim Dung miêu tả về Triệu Mẫn như sau: "Xinh đẹp vô cùng, nhan sắc diễm lệ, mặt sáng như ngọc, mắt trong như nước, nét cười dịu dàng, diễm lệ. Chỉ trong một hai câu nói cũng không thể miêu tả được hết vẻ đáng yêu, thuần khiết và xinh xắn của nàng".
Triệu Mẫn quận chúa có sắc đẹp, kiêu hãnh, thông minh tài trí, mưu mẹo hơn người, được cha hết mực nuông chiều, mời nhiều cao thủ võ lâm về dạy võ công cho nàng, lại cho phép nàng tự do đi lại trên giang hồ. Trong số các thuộc hạ của Triệu Mẫn có các nhân vật võ công rất cao cường như Huyền Minh Nhị Lão, A Nhất, A Nhị, A Tam... Chính vì thế mà nàng rất độc ác, bắt nhốt các bản giáo, rồi còn suýt nữa là rạch khuôn mặt xinh đẹp của Chu Chỉ Nhược nếu không có Trương Vô Kỵ cứu.
Triệu Mẫn xuất hiện lần đầu trong tác phẩm khi sử dụng Thập Hương Nhuyễn Cân Tán (十香軟筋散) để đầu độc người của Lục đại môn phái trong võ lâm, tàn Sát Thiếu Lâm tự, giả dạng Trương Vô Kỵ lên đánh Võ Đang nhắm vào Trương Tam Phong, lừa Trương Vô Kỵ vào Ngục Tối, lừa bắt võ lâm nhốt vào Vạn An Tự, bao gồm cả Võ Đang thất hiệp và Diệt Tuyệt Sư Thái của phái Nga Mi. Họ đều bị Triệu Mẫn bắt và giam giữ trong Vạn An tự. Khi thấy lục đại môn phái đã đình chiến với Minh giáo, Triệu Mẫn đã quyết định dụ Trương Vô Kỵ, chưởng môn mới của Minh giáo, vào bẫy để bắt trọn. Cô dụ Trương Vô Kỵ đến Lục Liễu sơn trang, trong khi Vô Kỵ không hề biết thân phận thật sự của cô. Sau đó, Triệu Mẫn để lại thanh Ỷ Thiên kiếm và vào trong. Mọi người tò mò, rút thanh kiếm ra thì hóa ra đó là một thanh kiếm gỗ thơm ngát và sau đó khi ra khỏi sơn trang tất cả đều cảm thấy choáng váng vì trúng độc. Khi Trương Vô Kỵ quay lại sơn trang, xin Triệu Mẫn thuốc giải độc, cô bèn lừa Trương Vô Kỵ rơi vào hầm tối, nhờ trí thông minh chàng đã thoát khỏi bàn tay của Triệu Mẫn, đem thuốc giải độc về cứu quần hùng Minh giáo.
Triệu Mẫn cũng cho thấy sự khôn ngoan của mình khi lừa được các nhân sĩ võ lâm các phái phô bày các chiêu thức của họ và học trộm võ công các phái. Cô nói dối rằng cô sẽ để cho họ tự do nếu họ đánh thắng được người của cô, trong khi mình thì học trộm chiêu thức của đối phương, những người cứng rắn sẽ bị cô chặt đứt rời một ngón tay. Mặc dù là kẻ thù của Trương Vô Kỵ, nhưng cô lại phải lòng chàng. Cô đã đem Hắc ngọc đoạn tục cao tặng cho chàng để chàng chữa trị vết thương cho tam sư bá, chuộc lại lỗi lầm cho cha mẹ mình ngày xưa. Thông minh, chân tình, Triệu Mẫn trước sau vẫn giữ cốt cách của một phụ nữ giàu tình cảm hơn là một quận chúa Mông Cổ. Cô đánh nhau với Trương Vô Kỵ khi Trương Vô Kỵ cứu Võ Lâm thoát khỏi đám cháy của Vạn An Tự, khi Trương Vô Kỵ đang từng bước lấy được lòng tin của Võ Lâm về Minh Giáo thì Triệu Mẫn lại mời chàng cùng mình uống rượu sau một cuộc chiến máu tanh khiến quần hùng không khỏi có ý nghĩ nghi ngờ Trương Vô Kỵ, lại ra quán rượu ngồi đợi chàng trai, mong cùng đối ẩm với nhau mấy chung và quên hết những chuyện đốt chùa, giết người Mông Cổ, cứu quần hùng Trung Hoa của tập thể Minh giáo.
Cuộc đời của cô là một chuỗi tháng ngày rong ruổi theo tình yêu. Cô đã yêu cầu cho mình được đi theo trong các chuyến đi, như là một trong ba điều kiện cô bắt Vô Kỵ phải hứa nếu muốn cô thả các nhân sĩ võ lâm ra. Ở Linh Xà đảo, cô tỏ tình với người mình yêu cũng rất mạnh mẽ nhưng không kém phần chân thành, giản dị, đáng yêu, không e dè khép nép như những cô gái Trung Hoa. Cô đã cầm Ỷ thiên kiếm, lăn xả vào đám sứ giả Ba Tư và đánh những chiêu cận chiến có thể khiến mình và kẻ thù cùng chết để cứu chàng Trương Vô Kỵ. Khi Vô Kỵ hỏi tại sao cô liều mạng như vậy, cô đã trả lời thẳng thắn: vì Trương Vô Kỵ ôm lấy Ân Ly trước mặt cô. Thời thơ ấu, Vô Kỵ đã cắn vào bàn tay Ân Ly một cái đến chảy cả máu, khiến Ân Ly nhớ hoài hình bóng Trương Vô Kỵ. Triệu Mẫn cũng làm như thế: cô cắn vào tay Trương Vô Kỵ một cái để Trương Vô Kỵ nhớ cô trọn đời. Thực ra cô không làm như vậy thì cũng đủ để Vô Kỵ chọn cô làm người bạn gái tâm đầu ý hợp. Nhưng sau đó, cô đã bị Vô Kỵ hiểu lầm là người đã giết Ân Ly và đánh cắp hai thanh Ỷ Thiên kiếm và Đồ Long đao. Sự thật, chính Chu Chỉ Nhược, người lấy được mật tịch trong 2 thanh kiếm, đã đổ oan cho cô. Khi Trương Vô Kỵ gặp lại Triệu Mẫn, chàng đã muốn giết cô nhưng không thể vì chàng nhận ra là đã yêu cô.
Theo diễn biến của câu chuyện, tình cảm ôn nhu giữa Trương Vô Kỵ và Triệu Mẫn ngày càng nảy nở, mặc dù họ bị ràng buộc trong tình yêu tay ba với Chu Chỉ Nhược. Khi Vô Kỵ quyết định cưới Chỉ Nhược, Triệu Mẫn đã xuất hiện để ngăn cản và bắt chàng phải thực hiện điều kiện thứ hai là chàng không được kết hôn với Chỉ Nhược. Lúc đầu, Vô Kỵ từ chối, nhưng về sau, chàng lại chấp thuận khi Triệu Mẫn nói với chàng rằng cô biết tung tích của Tạ Tốn, nghĩa phụ của chàng. Tức giận, Chu Chỉ Nhược đã dùng Cửu Âm Bạch Cốt Trảo để đánh cô nhưng được Vô Kỵ cứu thoát. Sau này, khi Vô Kỵ đã bị vây, sắp bị quân Nguyên bắt, cô đã nói dối cha và anh rằng nếu họ giết Vô Kỵ thì cô cũng tự tử theo chàng cho trọn mối tình.
Cuối cùng, Trương Vô Kỵ nhận ra rằng Triệu Mẫn mới chính là tình yêu đích thực của đời mình. Cả hai quyết định rửa tay gác kiếm, rút khỏi giang hồ sau khi Vô Kỵ tưởng rằng thuộc cấp của chàng định âm mưu giết chàng để tranh giành quyền lực. Chàng đã nhường lại chức giáo chủ Minh giáo cho Quang Minh tả sứ Dương Tiêu, quay về Mông Cổ theo lời hứa mà Vô Kỵ hứa với Chu Nguyên Chương, sống một cuộc sống mới giản dị và hạnh phúc bên Triệu Mẫn đến suốt đời. Trong tập cuối, Triệu Mẫn yêu cầu Vô Kỵ thực hiện điều kiện thứ ba là mỗi ngày, đều giúp cô kẻ chân mày.

## Sự thật lịch sử về Triệu Mẫn
Khố Khố Đặc Mục Nhĩ (còn gọi là Khoách Khuếch Đặc Mục Nhĩ, tên Hán là Vương Bảo Bảo) có em gái tên là Vương thị.
Vương Bảo Bảo không chỉ là "đệ nhất hổ tướng" của nhà Nguyên, mà còn là kỳ phùng địch thủ đáng gờm nhất của Chu Nguyên Chương (Minh Thái Tổ) - hoàng đế khai quốc của vương triều Nhà Minh trong lịch sử Trung Quốc. Mặc dù đã từng bại trận trong cuộc chiến với Vương Bảo Bảo, nhưng Chu Nguyên Chương vẫn không hề ôm hận mà còn đánh giá rất cao vị tướng này, vì vậy rất muốn thu phục ông về dưới trướng của mình.
Mặc cho Chu Nguyên Chương đã nhiều lần dụ hàng, Vương Bảo Bảo vẫn không chịu, còn giết cả sứ giả. Theo Minh Thực Lục, Chu Nguyên Chương đã bảy lần viết thư rất thống thiết, hai lần sai người tâm phúc của Vương Bảo Bảo đã về hàng sang chiêu dụ nhưng không lay chuyển được tâm ý của vị tướng tài ba này.
Theo sử sách, võ tướng Khoách Khuếch Thiếp Mộc Nhi có hai người em, em trai là Thoát Nhân Thiếp Mộc Nhi, em gái là Vương thị (cũng chính là nguyên gốc của Triệu Mẫn). Thoát Nhân theo anh xông pha chiến trường còn cô em gái Vương thị do tuổi vẫn còn nhỏ nên ở lại sinh sống quanh vùng Trẩm Khâu, Hà Nam hoặc với ông nội là A Lỗ Đài ở Biện Lương.
Theo sách "Minh sử" (Lịch sử nhà Minh) ghi lại, "Sảng Phi, em gái của Hà Nam Vương Vương Bảo Bảo". "Sảng Phi" ở đây nói đến vợ của Tần Mẫn vương Chu Sảng, con trai thứ hai của Chu Nguyên Chương.
Tháng 9 năm Hồng Vũ thứ 4 (1371), tướng Từ Đạt đã bắt được em gái Vương Bảo Bảo đưa đến trình diện Thái Tổ Chu Nguyên Chương. Sau khi nhìn thấy Vương thị, Chu Nguyên Chương vô cùng vui mừng, muốn ban nàng làm vợ cho con trai Chu Sảng, đồng thời làm con tin uy hiếp Vương Bảo Bảo.
Là một cô gái có khí khách, không chịu khuất phục cường quyền, Vương thị không muốn mình phải làm vợ của Hoàng tử phía kẻ địch. Nàng lấy cớ ông vừa qua đời, phải giữ tròn đạo hiếu nên tỏ ý cự tuyệt hôn sự mà Chu Nguyên Chương định đoạt. Tuy nhiên, Thái Tổ nhà Minh không dễ bỏ cuộc như vậy. Ông hỏi nàng: "Trong thiên hạ, điều gì là quan trọng nhất?'. Vương thị đáp: "Chính là chữ Hiếu". Chu Nguyên Chương bèn nói: "Sai, Trung Hiếu mới là quan trọng nhất. Mà trong Trung Hiếu, chữ Trung nằm phía trước. Bây giờ Trẫm là Hoàng Đế, ngươi buộc phải tận trung với Trẫm".
Dưới sự ép buộc rõ ràng của Chu Nguyên Chương, tháng 10 năm 1371, Chu Sảng cưới Vương thị và phong nàng làm vương phi. Nhưng cuộc hôn nhân chính trị này vẫn không thể lay chuyển được Vương Bảo Bảo, vị mãnh tướng không hề đầu hàng nhà Minh vì sự an nguy của em gái. Điều đó cũng là nền móng cho cuộc đời đau khổ sau này của Vương thị.
Cuộc hôn nhân do một tay Minh Thái Tổ tạo nên lại khiến cho đến hai người phải chịu khổ. Vương thị bị ép cưới Hoàng tử Chu Sảng, Chu Sảng cũng không hề yêu Vương thị, thậm chí còn hành hạ nàng. Mặc dù sinh cho Chu Sảng đến 3 người con trai, nhưng nàng vẫn không hề được Tần Mẫn vương sủng ái. Thậm chí, Chu Sảng còn giam cầm Vương thị ở hậu viện, cuộc sống như bị cầm tù, cả đời chỉ được quanh quẩn ở chốn sân vườn phía sau.
Vào đầu năm 1395, Tần Mẫn vương Chu Sảng cho dẫn một đoàn quân đi đánh người Tây Tạng đang làm loạn ở vùng biên cương, thu nạp được rất nhiều hàng quân. Sau khi trở về, ông lâm bệnh mà mất trong cùng năm đó. Chánh phi Vương thị bị buộc phải tuẫn táng theo chồng.

## Trong phim ảnh
- 1978: Uông Minh Thuyên
- 1984: Lưu Ngọc Phác
- 1986: Lê Mỹ Nhàn
- 1993: Trương Mẫn (diễn viên)
- 1994: Diệp Đồng
- 2000: Lê Tư
- 2003: Giả Tịnh Văn
- 2009: An Dĩ Hiên
- 2019: Trần Ngọc Kỳ